# Garsenda de Bigorra
Garsenda (995-1038) fou comtessa de Bigorra (vers 1000-1038) filla i successora de Garcia Arnau I de Bigorra. La seva mare era Ricarda d'Astarac. Es va casar amb Bernat Roger I de Coserans (amb Foix) que era fill de Roger I de Comenge, dit el Vell, comte de Carcassona, i d'Adelais de Pons (o de Melguelh).
Va tenir com a fills:
- Clemència de Foix

- Estefania de Foix (+ 1066)

- Bernat II de Bigorra (successor al comtat Bigorra, nascut vers 1010, mort vers 1077

- Pere Bernat, comte de Coserans i Foix nascut vers 1014 i mort el 1071

- Gilberga de Coserans (1016-1054)

- Heracli, bisbe de Bigorra